# Wisznia Mała
Wisznia Mała (Duits: Wiese) is een dorp in het Poolse woiwodschap Neder-Silezië, in het district Trzebnicki. De plaats maakt deel uit van de gemeente Wisznia Mała.